# Eric Bibb
Eric Bibb, född 16 augusti 1951 i New York, är en amerikansk singer-songwriter och gitarrist inom akustisk blues. Han lämnade USA 1970 och har varit bosatt i bland annat Stockholm. 
Eric Bibb är son till musikern Leon Bibb och far till Rennie Mirro.

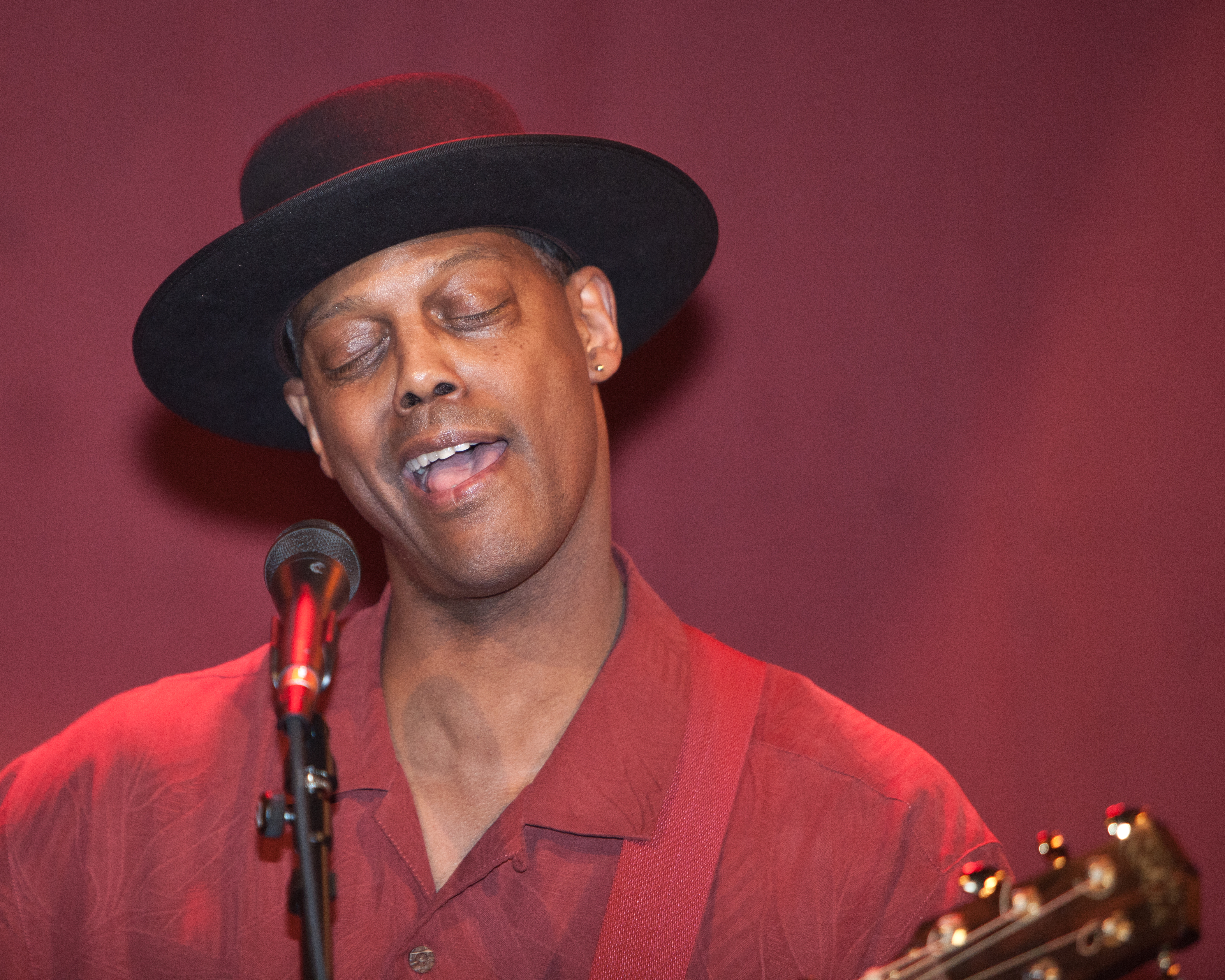
Eric Bibb underhåller på Fasching, Stockholm, april 2012.

## Diskografi
- 1972 – Ain't It Grand
- 1977 – Rainbow People
- 1978 – Olikalikadant
- 1997 – Good Stuff
- 1998 – Me to You
- 1999 – Spirit & the Blues
- 1999 – Home to Me
- 2000 – Roadworks
- 2001 – Painting Signs
- 2001 – Just Like Love
- 2003 – Natural Light
- 2004 – Sisters & Brothers (med Rory Block och Maria Muldaur)
- 2004 – Friends
- 2005 – A Ship Called Love
- 2006 – Diamond Days
- 2007 – An Evening with Eric Bibb
- 2008 – Get on Board
- 2010 – Booker's Guitar
- 2012 – Deeper In The Well
- 2013 – Jericho Road
- 2014 – Blues People